# Anomiopsyllus novomexicanensis
Anomiopsyllus novomexicanensis är en loppart som beskrevs av Williams et Hoff 1951. Anomiopsyllus novomexicanensis ingår i släktet Anomiopsyllus och familjen mullvadsloppor. Inga underarter finns listade i Catalogue of Life.